# Henryk Breit
Henryk Breit (ur. 1906 we Lwowie, zm. 1941 w Stanisławowie) – polonista i publicysta.
Był absolwentem wydziału filologicznego Uniwersytetu Jana Kazimierza. Niedługo potem uzyskał doktorat na macierzystej uczelni i rozpoczął karierę zawodową w Stanisławowie, a następnie w prestiżowym XI Państwowym Gimnazjum we Lwowie.
Działał w Towarzystwie Miłośników Historii Lwowa, był przewodnikiem wycieczek i dziennikarzem, z audycjami radiowymi w Radiu Lwów na temat Lwowa i Huculszczyzny. Był także autorem kilku książek o swoim rodzinnym mieście oraz etnograficznego filmu dokumentalnego o Huculszczyznie (żaden egzemplarz nie przetrwał II wojny światowej). Po niemieckiej i sowieckiej agresji na Polskę został aresztowany i w nieznanych okolicznościach zamordowany w więzieniu w Stanisławowie.